# Grand Prix cycliste de Montréal 2014
La 5e édition du Grand Prix cycliste de Montréal a eu lieu le 14 septembre 2014. Il s'agit de la 26e épreuve de l'UCI World Tour 2014.
La course a été remportée lors d'un sprint d'une trentaine de coureurs par l'Australien Simon Gerrans (Orica-GreenEDGE) devant le Portugais Rui Costa (Lampre-Merida) et le Français Tony Gallopin (Lotto-Belisol).
Gerrans, déjà vainqueur deux jours auparavant du Grand Prix cycliste de Québec, s'impose dans une troisième classique cette saison après sa victoire en avril dans Liège-Bastogne-Liège. Il devient le premier coureur à remporter les deux épreuves canadiennes la même année. L'Espagnol Alberto Contador (Tinkoff-Saxo) absent de la course car présent sur le Tour d'Espagne qu'il gagne le même jour, prend la tête de l'UCI World Tour, Gerrans devenant troisième.

## Présentation

### Équipes
Dix-neuf équipes participent à ce Grand Prix cycliste de Montréal - dix-huit ProTeams et une équipe nationale :
| UCI ProTeams            | UCI ProTeams | UCI ProTeams |
| Nom de l'équipe         | Pays         | Code         |
| ----------------------- | ------------ | ------------ |
| AG2R La Mondiale        | France       | ALM          |
| Astana                  | Kazakhstan   | AST          |
| Belkin                  | Pays-Bas     | BEL          |
| BMC Racing              | États-Unis   | BMC          |
| Cannondale              | Italie       | CAN          |
| Europcar                | France       | EUC          |
| FDJ.fr                  | France       | FDJ          |
| Garmin-Sharp            | États-Unis   | GRS          |
| Giant-Shimano           | Pays-Bas     | GIA          |
| Katusha                 | Russie       | KAT          |
| Lampre-Merida           | Italie       | LAM          |
| Lotto-Belisol           | Belgique     | LTB          |
| Movistar                | Espagne      | MOV          |
| Omega Pharma-Quick Step | Belgique     | OPQ          |
| Orica-GreenEDGE         | Australie    | OGE          |
| Sky                     | Royaume-Uni  | SKY          |
| Tinkoff-Saxo            | Russie       | TCS          |
| Trek Factory Racing     | États-Unis   | TFR          |

| Équipe nationale           | Équipe nationale | Équipe nationale |
| Nom de l'équipe            | Pays             | Code             |
| -------------------------- | ---------------- | ---------------- |
| Équipe nationale du Canada | Canada           | CAN              |

## Classement final
|    | Coureur              | Pays      | Équipe           |    | Temps           | Points UCI |
| -- | -------------------- | --------- | ---------------- | -- | --------------- | ---------- |
| 1  | Simon Gerrans        | Australie | Orica-GreenEDGE  | en | 5 h 24 min 27 s | 80         |
| 2  | Rui Costa            | Portugal  | Movistar         | +  | m.t             | 60         |
| 3  | Tony Gallopin        | France    | Lotto-Belisol    |    | m.t             | 50         |
| 4  | Ramūnas Navardauskas | Lituanie  | Garmin-Sharp     |    | m.t             | 40         |
| 5  | Romain Bardet        | France    | AG2R La Mondiale |    | m.t             | 30         |
| 6  | Tom Dumoulin         | Pays-Bas  | Giant-Shimano    |    | m.t             | 22         |
| 7  | Greg Van Avermaet    | Belgique  | BMC Racing       |    | m.t             | 14         |
| 8  | Jonathan Hivert      | France    | Belkin           |    | m.t             | 10         |
| 9  | Enrico Gasparotto    | Italie    | Astana           |    | m.t             | 6          |
| 10 | Bauke Mollema        | Pays-Bas  | Belkin           |    | m.t             | 2          |

Meilleur grimpeur:  Louis Vervaeke (Lotto-Belisol)
Meilleur canadien:  Michael Woods (Équipe Canada)

## Liste des participants
- Liste de départ complète

| Légende | Légende                                                                       | Légende | Légende                                                    |
| ------- | ----------------------------------------------------------------------------- | ------- | ---------------------------------------------------------- |
| Num     | Dossard de départ porté par le coureur sur ce Grand Prix cycliste de Montréal | Pos     | Position à l'arrivée de la course                          |
|         | Indique un maillot de champion national ou mondial, suivi de sa spécialité    | NP      | Indique un coureur qui n'a pas pris le départ de la course |
| AB      | Indique un coureur qui n'a pas terminé la course                              | HD      | Indique un coureur qui a terminé la course hors des délais |

| Lampre-Merida LAM | Lampre-Merida LAM             | Lampre-Merida LAM |
| ----------------- | ----------------------------- | ----------------- |
| Num               | Coureur                       | Pos               |
| 1                 | Rui Costa (POR) (Route)       | 2e                |
| 2                 | Matteo Bono (ITA)             | AB                |
| 3                 | Kristijan Đurasek (CRO)       | 44e               |
| 4                 | Christopher Horner (USA)      | AB                |
| 5                 | Manuele Mori (ITA)            | 46e               |
| 6                 | Jan Polanc (SLO)              | 55e               |
| 7                 | Nélson Oliveira (POR) (Route) | 75e               |
| 8                 | Rafael Valls (ESP)            | 71e               |

| Movistar MOV | Movistar MOV             | Movistar MOV |
| ------------ | ------------------------ | ------------ |
| Num          | Coureur                  | Pos          |
| 11           | Beñat Intxausti (ESP)    | 95e          |
| 12           | Igor Antón (ESP)         | AB           |
| 13           | Eros Capecchi (ITA)      | AB           |
| 14           | Juan José Lobato (ESP)   | AB           |
| 15           | Jesús Herrada (ESP)      | 14e          |
| 16           | Rubén Plaza (ESP)        | 72e          |
| 17           | José Joaquín Rojas (ESP) | 53e          |
| 18           | Francisco Ventoso (ESP)  | AB           |

| AG2R La Mondiale ALM | AG2R La Mondiale ALM         | AG2R La Mondiale ALM |
| -------------------- | ---------------------------- | -------------------- |
| Num                  | Coureur                      | Pos                  |
| 21                   | Jean-Christophe Péraud (FRA) | 34e                  |
| 22                   | Romain Bardet (FRA)          | 5e                   |
| 23                   | Ben Gastauer (LUX)           | 100e                 |
| 24                   | Hugo Houle (CAN)             | 67e                  |
| 25                   | Blel Kadri (FRA)             | AB                   |
| 26                   | Sébastien Minard (FRA)       | 79e                  |
| 27                   | Christophe Riblon (FRA)      | AB                   |
| 28                   | Guillaume Bonnafond (FRA)    | 68e                  |

| Tinkoff-Saxo TCS | Tinkoff-Saxo TCS      | Tinkoff-Saxo TCS |
| ---------------- | --------------------- | ---------------- |
| Num              | Coureur               | Pos              |
| 31               | Michael Rogers (AUS)  | 22e              |
| 32               | Matti Breschel (DEN)  | 64e              |
| 33               | Jesper Hansen (DEN)   | 52e              |
| 34               | Jay McCarthy (AUS)    | AB               |
| 35               | Evgueni Petrov (RUS)  | 103e             |
| 36               | Bruno Pires (POR)     | 73e              |
| 37               | Paweł Poljański (POL) | 43e              |
| 38               | Nicki Sørensen (DEN)  | 82e              |

| Omega Pharma-Quick Step OPQ | Omega Pharma-Quick Step OPQ | Omega Pharma-Quick Step OPQ |
| --------------------------- | --------------------------- | --------------------------- |
| Num                         | Coureur                     | Pos                         |
| 41                          | Zdeněk Štybar (CZE) (Route) | AB                          |
| 42                          | Julian Alaphilippe (FRA)    | 57e                         |
| 43                          | Jan Bakelants (BEL)         | 23e                         |
| 44                          | Kevin De Weert (BEL)        | 98e                         |
| 45                          | Gianni Meersman (BEL)       | 48e                         |
| 46                          | Serge Pauwels (BEL)         | AB                          |
| 47                          | Matteo Trentin (ITA)        | AB                          |
| 48                          | Petr Vakoč (CZE)            | 13e                         |

| Katusha KAT | Katusha KAT                  | Katusha KAT |
| ----------- | ---------------------------- | ----------- |
| Num         | Coureur                      | Pos         |
| 51          | Alexander Kristoff (NOR)     | 102e        |
| 52          | Vladimir Isaychev (RUS)      | AB          |
| 53          | Pavel Kochetkov (RUS)        | 66e         |
| 54          | Viatcheslav Kouznetsov (RUS) | AB          |
| 55          | Marco Haller (AUT)           | AB          |
| 56          | Simon Špilak (SLO)           | 27e         |
| 57          | Egor Silin (RUS)             | 32e         |
| 58          | Alexey Tsatevitch (RUS)      | 50e         |

| Belkin BEL | Belkin BEL               | Belkin BEL |
| ---------- | ------------------------ | ---------- |
| Num        | Coureur                  | Pos        |
| 61         | Bauke Mollema (NED)      | 10e        |
| 62         | Jonathan Hivert (FRA)    | 8e         |
| 63         | Dennis van Winden (NED)  | AB         |
| 64         | Steven Kruijswijk (NED)  | 29e        |
| 65         | Tom Leezer (NED)         | AB         |
| 66         | David Tanner (AUS)       | 93e        |
| 67         | Nick van der Lijke (NED) | AB         |
| 68         | Sep Vanmarcke (BEL)      | 16e        |

| BMC Racing BMC | BMC Racing BMC           | BMC Racing BMC |
| -------------- | ------------------------ | -------------- |
| Num            | Coureur                  | Pos            |
| 71             | Tejay van Garderen (USA) | 35e            |
| 72             | Brent Bookwalter (USA)   | 28e            |
| 73             | Yannick Eijssen (BEL)    | AB             |
| 74             | Ben Hermans (BEL)        | AB             |
| 75             | Amaël Moinard (FRA)      | 78e            |
| 76             | Michael Schär (SUI)      | 77e            |
| 77             | Peter Stetina (USA)      | 42e            |
| 78             | Greg Van Avermaet (BEL)  | 7e             |

| Astana AST | Astana AST               | Astana AST |
| ---------- | ------------------------ | ---------- |
| Num        | Coureur                  | Pos        |
| 81         | Jakob Fuglsang (DEN)     | AB         |
| 82         | Valerio Agnoli (ITA)     | AB         |
| 83         | Borut Božič (SLO)        | 91e        |
| 84         | Janez Brajkovič (SLO)    | 63e        |
| 85         | Enrico Gasparotto (ITA)  | 9e         |
| 86         | Francesco Gavazzi (ITA)  | 18e        |
| 87         | Lieuwe Westra (NED)      | AB         |
| 88         | Fredrik Kessiakoff (SWE) | AB         |

| Trek Factory Racing TFR | Trek Factory Racing TFR       | Trek Factory Racing TFR |
| ----------------------- | ----------------------------- | ----------------------- |
| Num                     | Coureur                       | Pos                     |
| 91                      | Robert Kišerlovski (CRO)      | 86e                     |
| 92                      | Matthew Busche (USA)          | 85e                     |
| 93                      | Stijn Devolder (BEL)          | AB                      |
| 94                      | Laurent Didier (LUX)          | 81e                     |
| 95                      | Grégory Rast (SUI)            | 74e                     |
| 96                      | Hayden Roulston (NZL) (Route) | AB                      |
| 97                      | Fränk Schleck (LUX) (Route)   | 37e                     |
| 98                      | Riccardo Zoidl (AUT) (Route)  | 56e                     |

| Giant-Shimano GIA | Giant-Shimano GIA                 | Giant-Shimano GIA |
| ----------------- | --------------------------------- | ----------------- |
| Num               | Coureur                           | Pos               |
| 101               | Tom Dumoulin (NED)                | 6e                |
| 102               | Thomas Damuseau (FRA)             | 65e               |
| 103               | Simon Geschke (GER)               | 17e               |
| 104               | Thierry Hupond (FRA)              | 109e              |
| 105               | Reinardt Janse van Rensburg (RSA) | 54e               |
| 106               | Daan Olivier (NED)                | 51e               |
| 107               | Thomas Peterson (USA)             | AB                |
| 108               | Georg Preidler (AUT)              | 41e               |

| Sky SKY | Sky SKY                    | Sky SKY |
| ------- | -------------------------- | ------- |
| Num     | Coureur                    | Pos     |
| 111     | Geraint Thomas (GBR)       | 90e     |
| 112     | Edvald Boasson Hagen (NOR) | 47e     |
| 113     | Ian Boswell (USA)          | 105e    |
| 114     | Nathan Earle (AUS)         | AB      |
| 115     | Joe Dombrowski (USA)       | AB      |
| 116     | Christopher Sutton (AUS)   | 61e     |
| 117     | Danny Pate (USA)           | AB      |
| 118     | Salvatore Puccio (ITA)     | 89e     |

| Lotto-Belisol LTB | Lotto-Belisol LTB      | Lotto-Belisol LTB |
| ----------------- | ---------------------- | ----------------- |
| Num               | Coureur                | Pos               |
| 121               | Jelle Vanendert (BEL)  | 15e               |
| 122               | Stig Broeckx (BEL)     | 83e               |
| 123               | Gert Dockx (BEL)       | 87e               |
| 124               | Tony Gallopin (FRA)    | 3e                |
| 125               | Jürgen Roelandts (BEL) | AB                |
| 126               | Dennis Vanendert (BEL) | 88e               |
| 127               | Louis Vervaeke (BEL)   | 80e               |
| 128               | Tim Wellens (BEL)      | 24e               |

| Orica-GreenEDGE OGE | Orica-GreenEDGE OGE         | Orica-GreenEDGE OGE |
| ------------------- | --------------------------- | ------------------- |
| Num                 | Coureur                     | Pos                 |
| 131                 | Simon Gerrans (AUS) (Route) | 1er                 |
| 132                 | Michael Albasini (SUI)      | 33e                 |
| 133                 | Mathew Hayman (AUS)         | AB                  |
| 134                 | Daryl Impey (RSA)           | 21e                 |
| 135                 | Jens Keukeleire (BEL)       | 39e                 |
| 136                 | Christian Meier (CAN)       | 69e                 |
| 137                 | Pieter Weening (NED)        | 38e                 |
| 138                 | Simon Yates (GBR)           | 36e                 |

| FDJ.fr FDJ | FDJ.fr FDJ                    | FDJ.fr FDJ |
| ---------- | ----------------------------- | ---------- |
| Num        | Coureur                       | Pos        |
| 141        |                               |            |
| 142        | William Bonnet (FRA)          | AB         |
| 143        | Arnaud Courteille (FRA)       | 94e        |
| 144        | Pierrick Fédrigo (FRA)        | 19e        |
| 145        | Arnold Jeannesson (FRA)       | AB         |
| 146        | Yoann Offredo (FRA)           | 60e        |
| 147        | Laurent Pichon (FRA)          | 25e        |
| 148        | Jussi Veikkanen (FIN) (Route) | 101e       |

| Garmin-Sharp GRS | Garmin-Sharp GRS                  | Garmin-Sharp GRS |
| ---------------- | --------------------------------- | ---------------- |
| Num              | Coureur                           | Pos              |
| 151              | Tom-Jelte Slagter (NED)           | 12e              |
| 152              | Thomas Danielson (USA)            | 76e              |
| 153              | Phillip Gaimon (USA)              | 99e              |
| 154              | Alex Howes (USA)                  | 31e              |
| 155              | Sebastian Langeveld (NED) (Route) | AB               |
| 156              | Ramūnas Navardauskas (LTU)        | 4e               |
| 157              | Steele Von Hoff (AUS)             | 106e             |
| 158              | Fabian Wegmann (GER)              | 40e              |

| Cannondale CAN | Cannondale CAN          | Cannondale CAN |
| -------------- | ----------------------- | -------------- |
| Num            | Coureur                 | Pos            |
| 161            | Davide Formolo (ITA)    | 20e            |
| 162            | Ted King (USA)          | 104e           |
| 163            | Marco Marcato (ITA)     | 49e            |
| 164            | Jean-Marc Marino (FRA)  | 96e            |
| 165            | Matej Mohorič (SLO)     | 62e            |
| 166            | Cristiano Salerno (ITA) | 45e            |
| 167            | Davide Villella (ITA)   | 58e            |
| 168            | Moreno Moser (ITA)      | AB             |

| Europcar EUC | Europcar EUC           | Europcar EUC |
| ------------ | ---------------------- | ------------ |
| Num          | Coureur                | Pos          |
| 171          | Cyril Gautier (FRA)    | 11e          |
| 172          | Yukiya Arashiro (JPN)  | 84e          |
| 173          | Bryan Coquard (FRA)    | AB           |
| 174          | Antoine Duchesne (CAN) | AB           |
| 175          | Tony Hurel (FRA)       | AB           |
| 176          | Christophe Kern (FRA)  | 59e          |
| 177          | Perrig Quéméneur (FRA) | 92e          |
| 178          | Kévin Réza (FRA)       | 30e          |

| Équipe nationale du Canada CAN | Équipe nationale du Canada CAN | Équipe nationale du Canada CAN |
| ------------------------------ | ------------------------------ | ------------------------------ |
| Num                            | Coureur                        | Pos                            |
| 181                            | Bruno Langlois (CAN)           | 97e                            |
| 182                            | Ryan Anderson (CAN)            | 70e                            |
| 183                            | Matteo Dal-Cin (CAN)           | AB                             |
| 184                            | Garrett McLeod (CAN)           | 107e                           |
| 185                            | Pierrick Naud (CAN)            | AB                             |
| 186                            | Benjamin Perry (CAN)           | AB                             |
| 187                            | Ryan Roth (CAN)                | 108e                           |
| 188                            | Michael Woods (CAN)            | 26e                            |